# Modisimus propinquus
Modisimus propinquus är en spindelart som beskrevs av Octavius Pickard-Cambridge 1896.
Modisimus propinquus ingår i släktet Modisimus och familjen dallerspindlar. Inga underarter finns listade i Catalogue of Life.